# Improbabili amori
Improbabili amori (Labor of Love) è un film televisivo drammatico del 1998 con Marcia Gay Harden e David Marshall Grant. È stato diretto da Karen Arthur e sceneggiato da Nina Shengold.

## Trama
Anni ha trentasei anni e non ha un fidanzato ma desidera ardentemente un figlio. Mickey ha appena concluso una lunga storia d’amore con Marc, con il quale aveva tentato, invano, di adottare un bambino. I due amici si incontrano e decidono di concepire, in modo tradizionale, un figlio. I problemi insorgono quando Annie incontra l’uomo dei suoi sogni.

## Accoglienza

### Critica
Il film ha ottenuto un voto di 6/10 su filmtv.it.

## Riconoscimenti

### Vinti
- Writers Guild of America Award alla miglior sceneggiatura originale per una miniserie o film tv

### Canidature
- GLAAD Media Award al miglior film TV o miniserie - 1999